# Boldog
Boldog là một thị trấn thuộc hạt Heves, Hungary. Thị trấn này có diện tích 26,74 km², dân số năm 2010 là 3041 người, mật độ 114 người/km².